# Лядова (притока Дністра)
Ля́дова — річка в Україні, у межах Хмельницького району Хмельницької області (витоки) та Жмеринського і Могилів-Подільського районів Вінницької області. Ліва притока Дністра (басейн Чорного моря). 
Словом лядо слов'яни називали покинуту ділянку землі, порослу лісом та чагарником.

## Опис
Довжина річки 93 км, площа басейну 748 км². Долина V-подібна, у верхів'ї ширина її переважно 1—3 км (на окремих ділянках звужується до 0,4—0,7 км), нижче ширина долини становить 1,5—2 км. Заплава двобічна, завширшки від 30 до 700 м. Річище у верхів'ї слабо розгалужене, подекуди губиться у заболоченій заплаві, нижче річка зарегульована ставками і водосховищами; на окремих ділянках влітку пересихає. Ширина річки 5—10 м, найбільша — 22 м глибина до 1—1,2 м. Похил річки 2,5 м/км.

## Розташування
Бере початок у заболочені улоговині на північний захід від села Дашківців. Тече спершу на південний схід, у середній та нижній течії — переважно на південь. Впадає до Дністра на південний захід від села Лядова. 
В селі Котюжани річка  потопає у зелені дерев та чагарників, має тут кілька струмків-приток. У багатьох місцях як на березі, так і в річці лежать величезні камені. По обидва боки круті схили. На лівому березі розташований центр села Котюжани, а на правому зберігся парк садиби Ценіної. В межах села через Лядову є як і великі мости так, і непримітні малі мости та кладки.

## Притоки

### Праві
- Струмок Рів
- Жабокрич

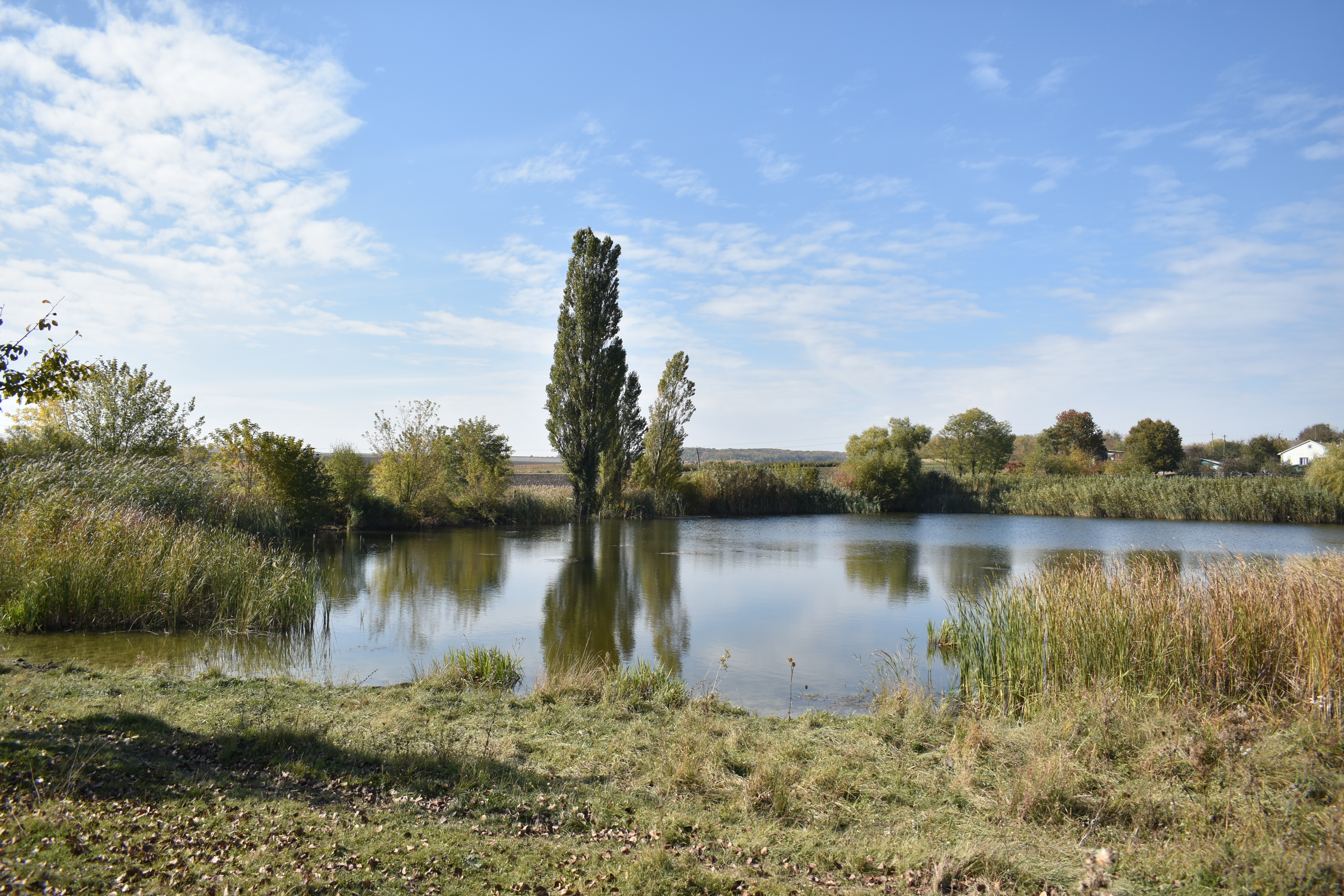
Безіменна притока Лядови в с. Лугове

- Річка без назви. Починається на південному заході від Дашківців. Тече переважно на південний схід через Бригидівку і впадає у Лядову за 86 км. від її гирла. Довжина річки - 7 км, площа басейну - 15,2 км².

- Річка без назви. Починається на південному сході від Хоньківців. Тече переважно на південний схід і у селі Лядовій впадає у річку Лядову, за 1 км від її гирла. Довжина річки - 6 км, площа басейну - 18,2 км².

### Ліві
- Примощанка
- Річечка
- Річка без назви. Починається на південному сході від Славути. Тече переважно на південний схід через с. Слобода-Ходацька і впадає у Лядову за 84 км від її гирла. Довжина річки - 5,4 км, площа басейну - 13,2 км².

- Річка без назви. Починається на півдні від Блакитного. Тече переважно на південний захід через Вінож і впадає у Лядову за 34 км від її гирла. Довжина річки - 5,2 км, площа басейну - 19,6 км².

- Річка без назви. Починається у Зеленому. Тече переважно на південний захід через Мар'янівку і впадає у Лядову за 59 км від її гирла. Довжина річки - 5,2 км, площа басейну - 12,2 км².

- Річка без назви. Починається на південному заході від Козарівки. Тече переважно на південний схід понад Луговим і у Ялтушкові впадає у Лядову за 79 км від її гирла. Довжина річки - 9 км, площа басейну - 32,9 км². Два великих струмка (ліві притоки) впадають у селах Лугове та Мигалівці.

- Річка без назви. Починається на південному заході від Журавлівки. Тече переважно на південний захід через Пилипи, впадає у Лядову за 73 км від її гирла. Довжина річки - 5,6 км, площа басейну - 19,1 км².

## Галерея

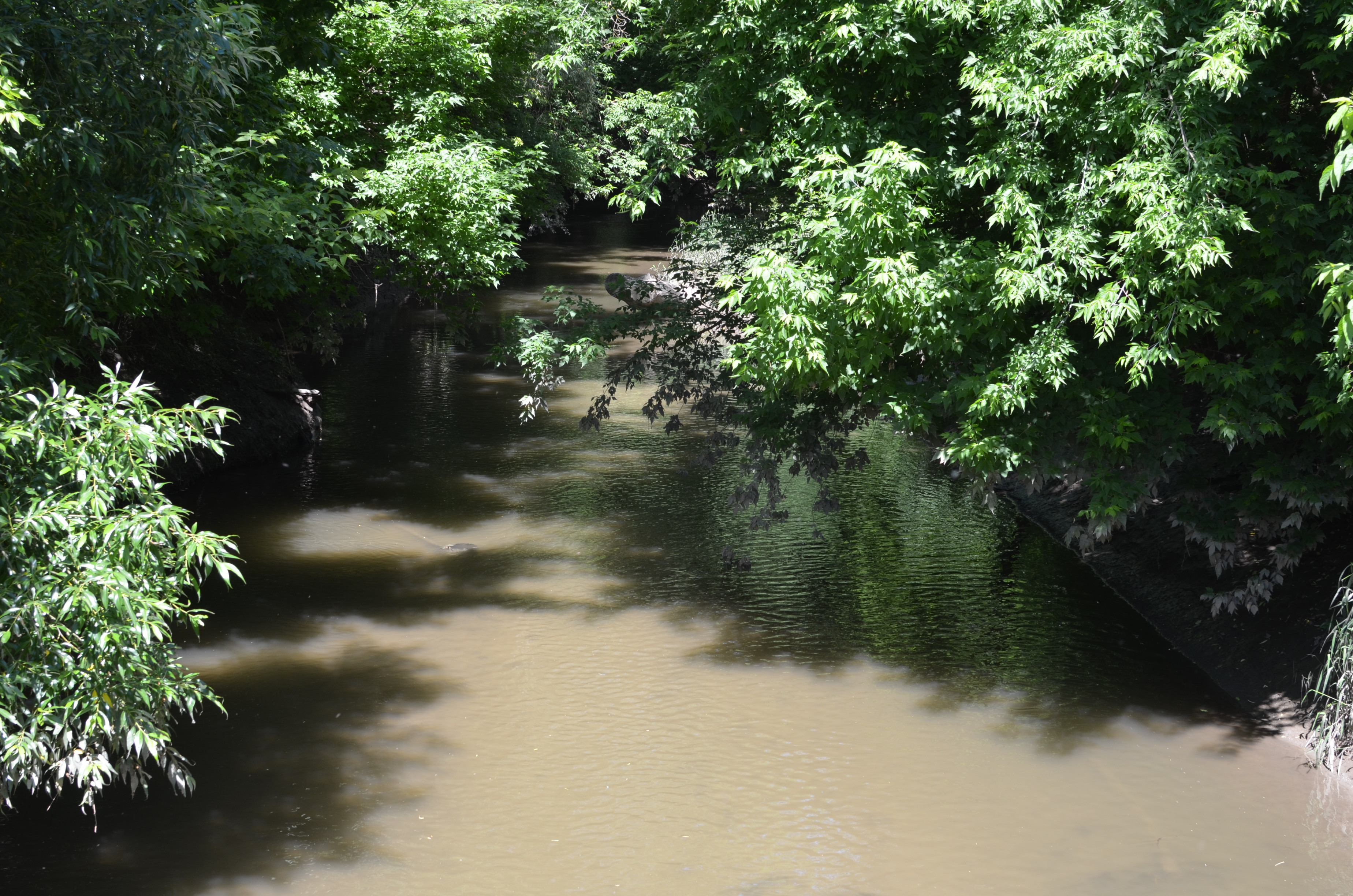
Річка Лядова поблизу гирла
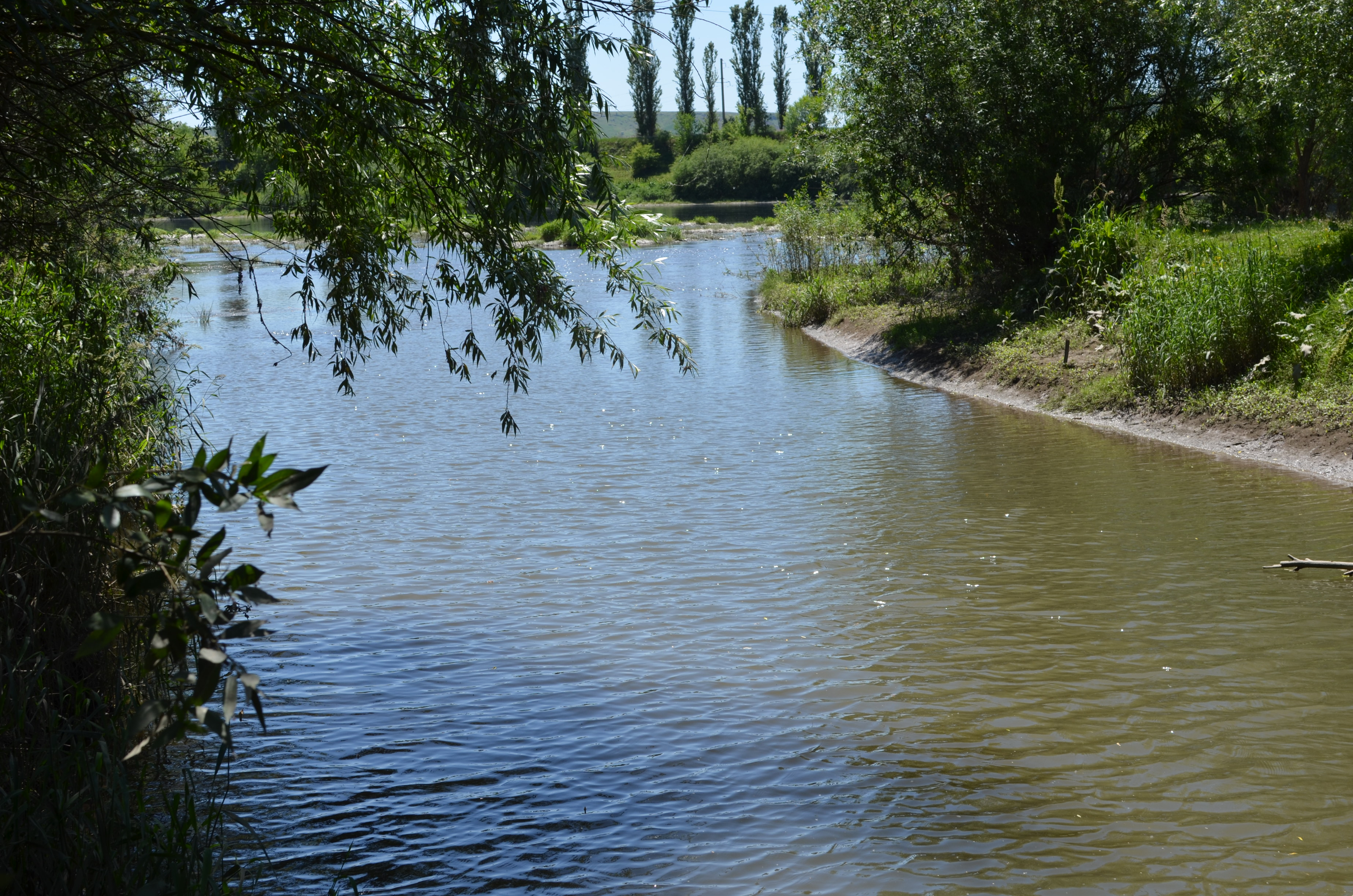
Лядова впадає у Дністер
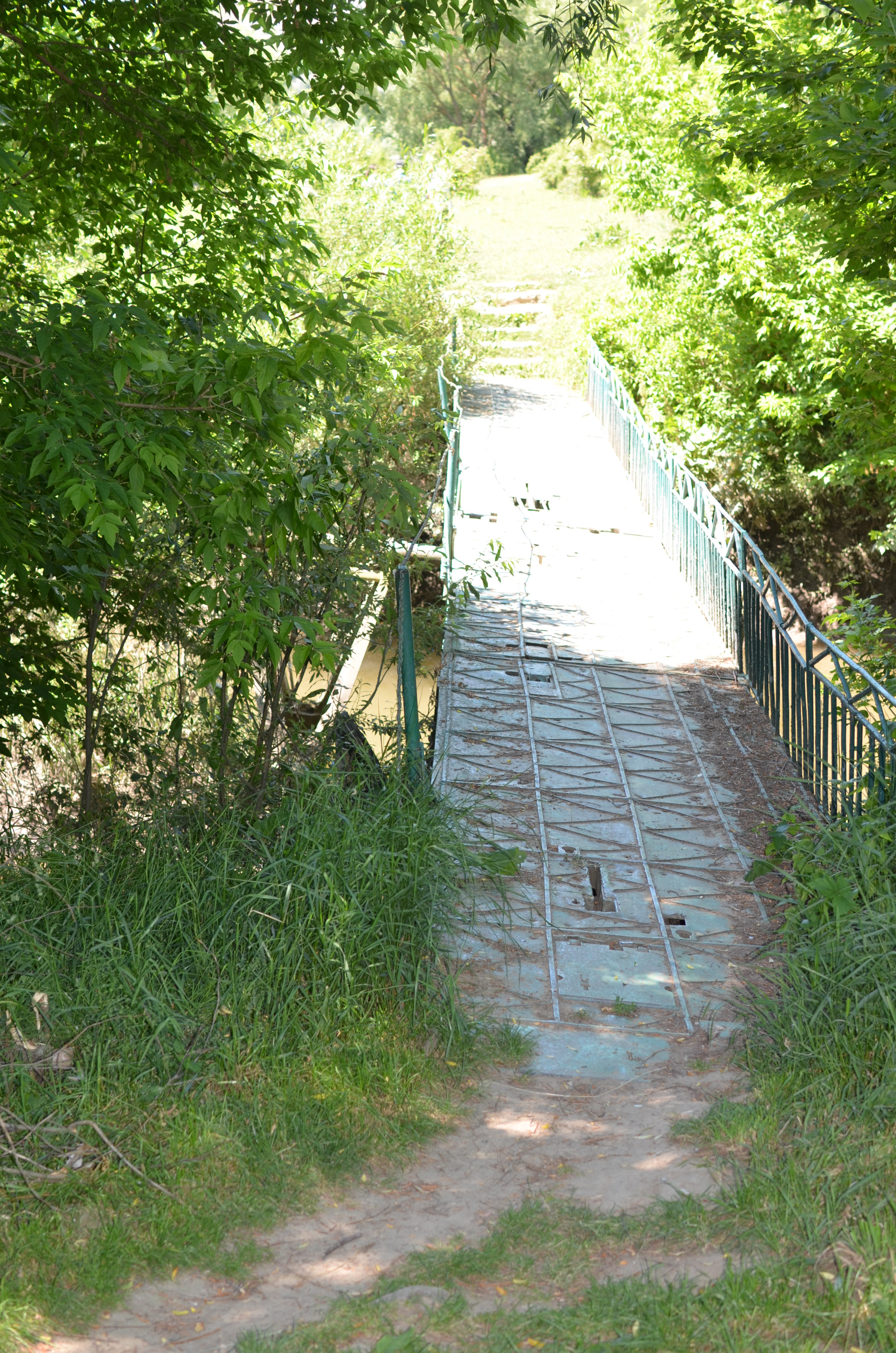
Місток через річку поблизу однойменного села
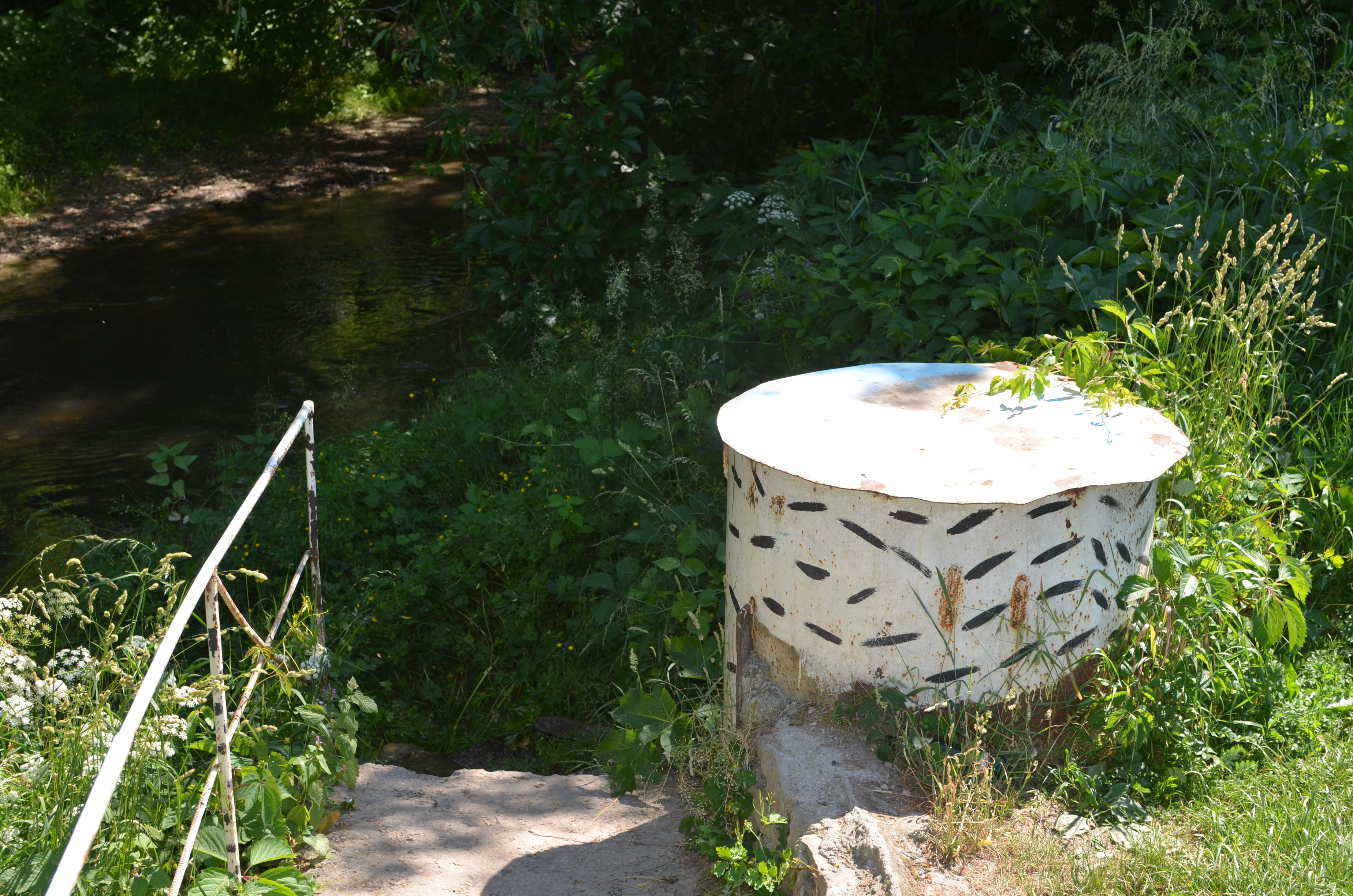
Шевченкова криниця біля річки Лядова у с. Яришів
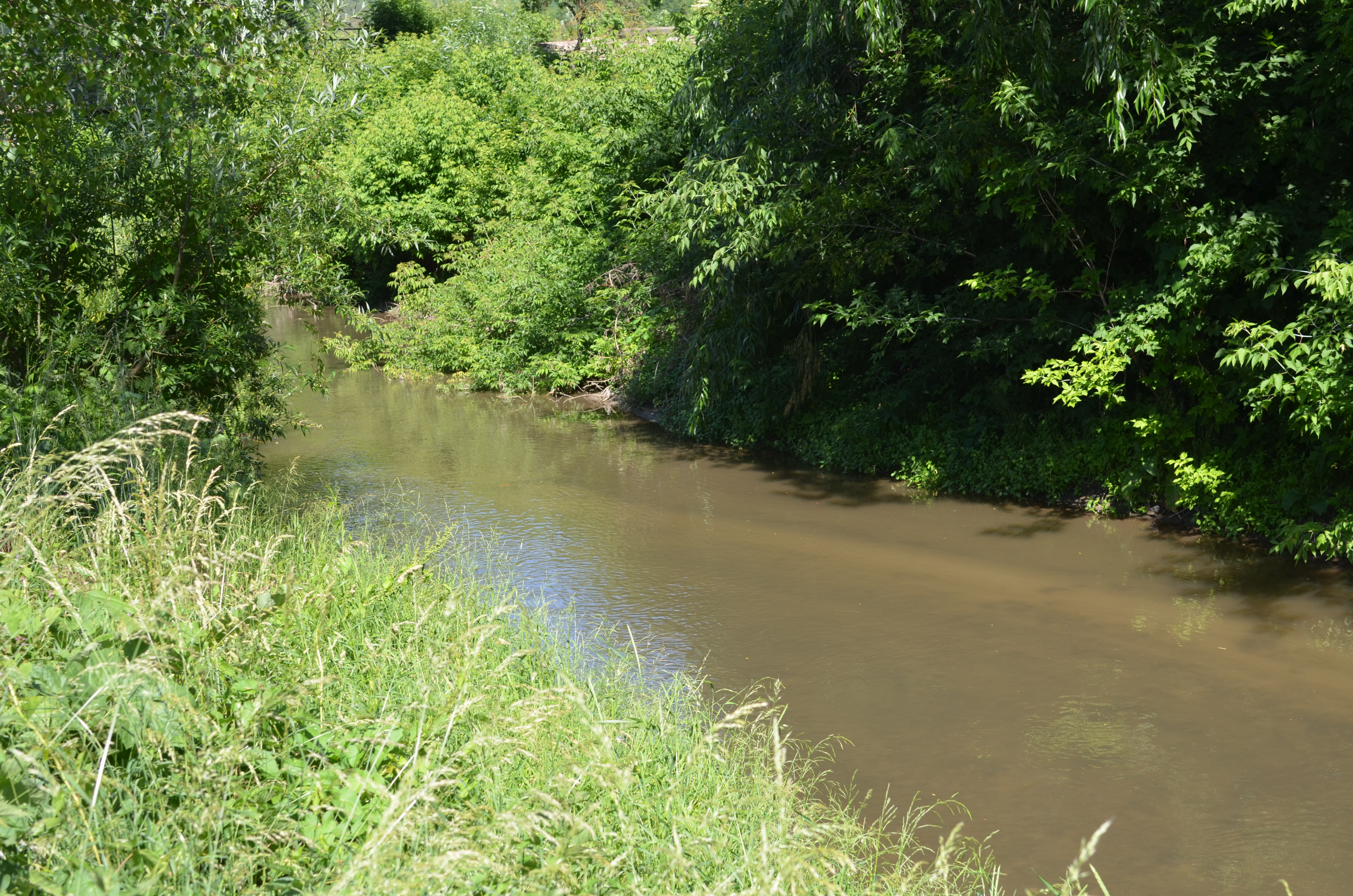
Річка Лядова у селі Яришів
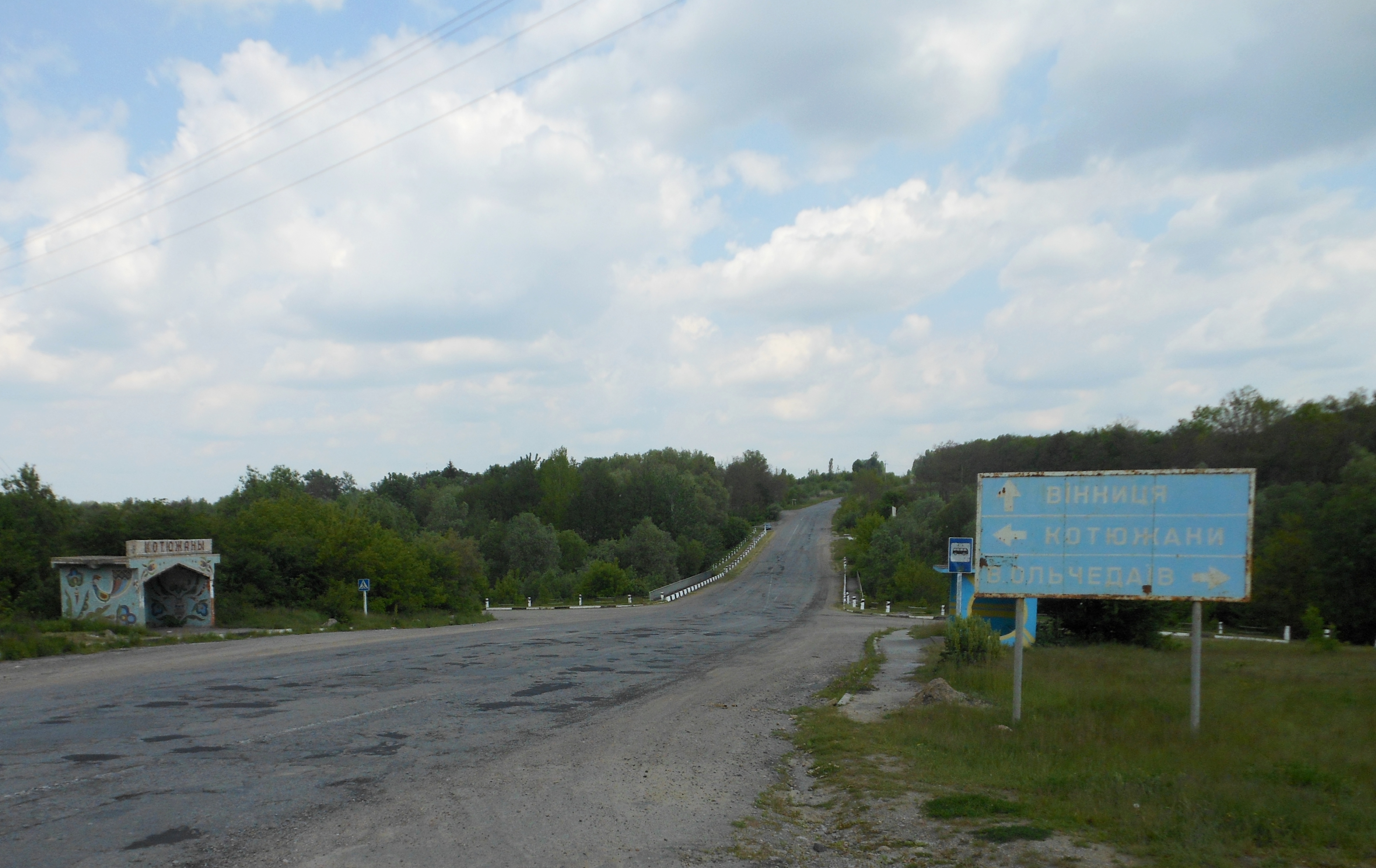
Міст через Лядову с.Котюжани
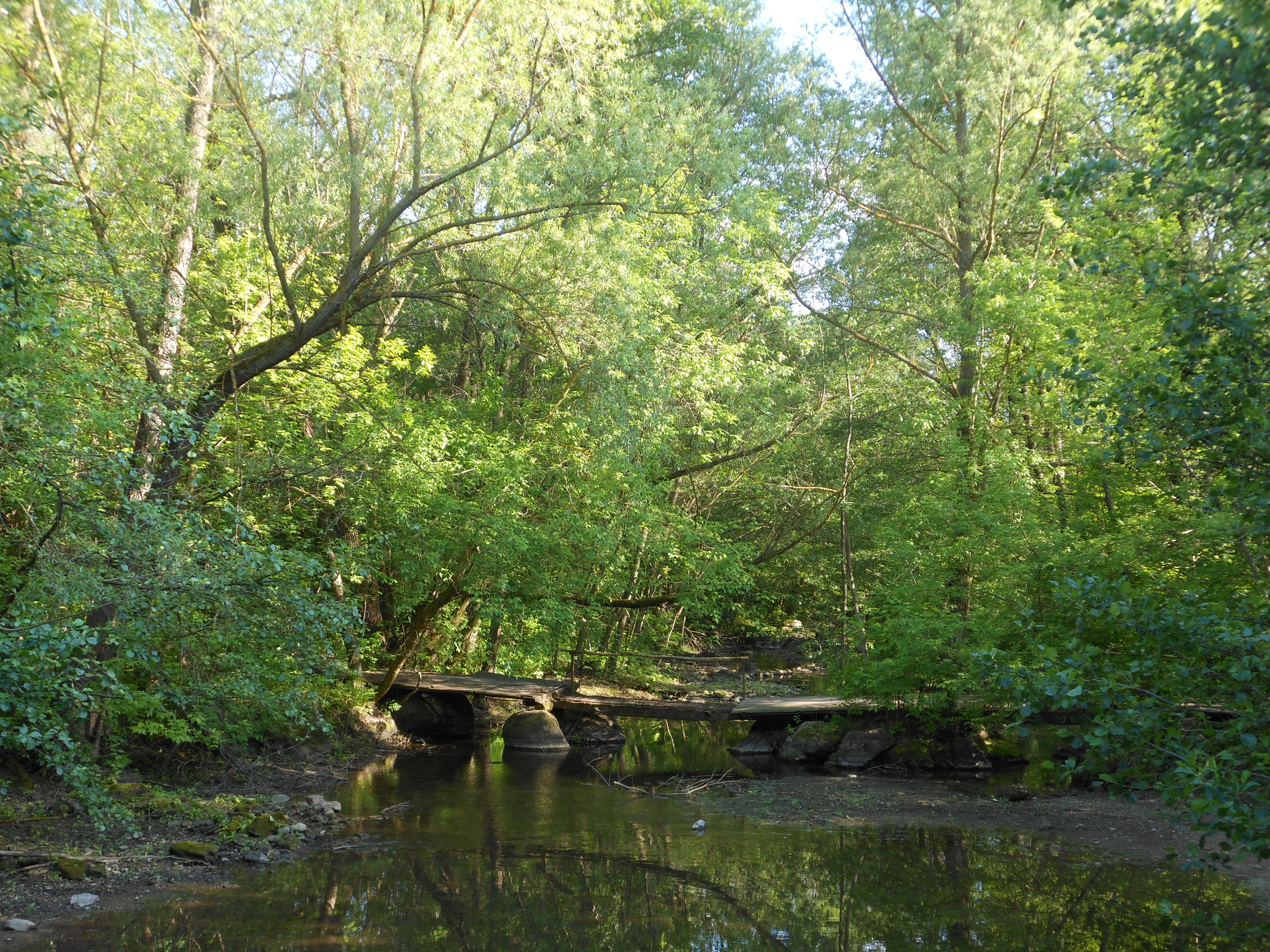
Кладка через Лядову с.Котюжани
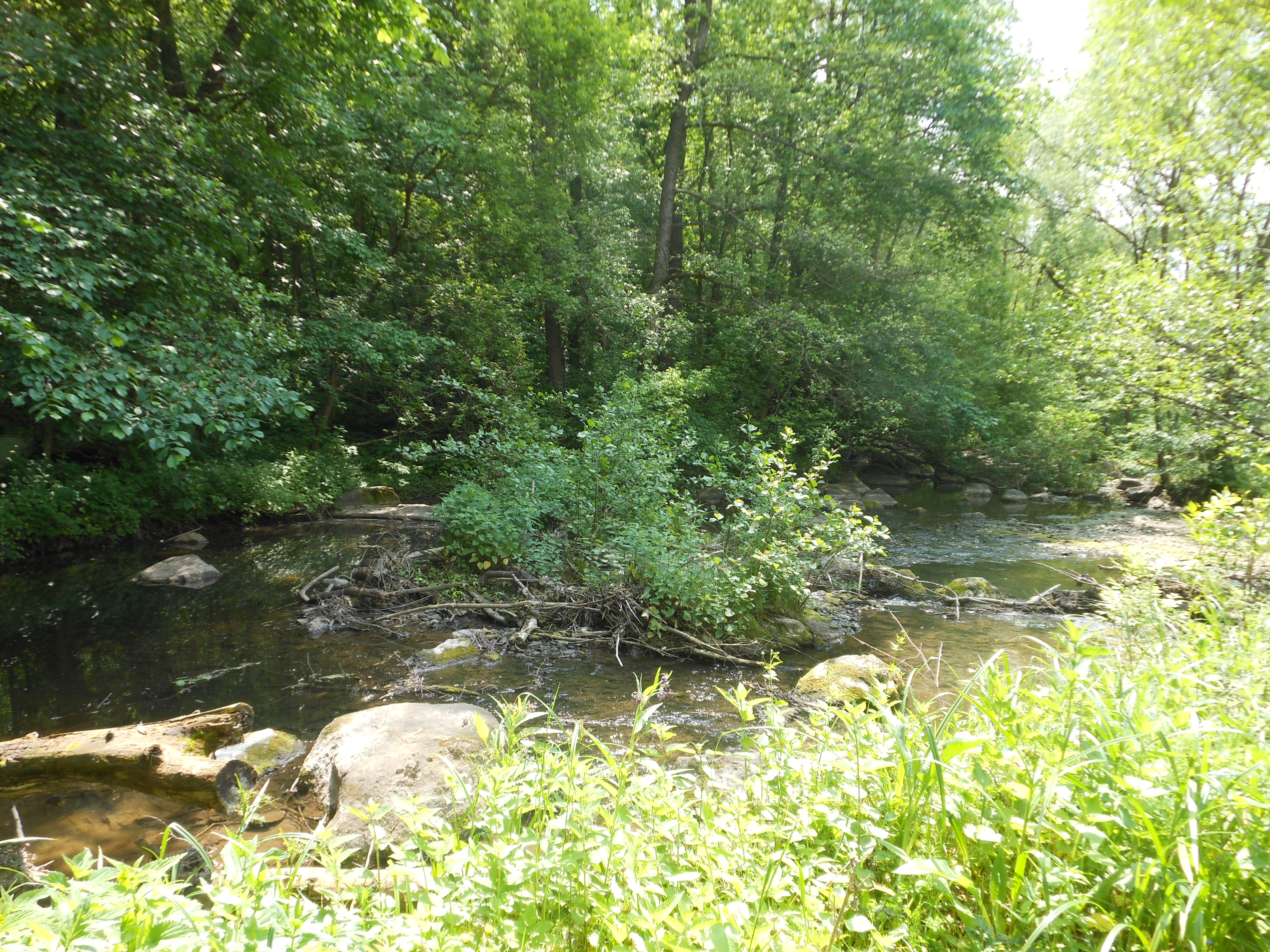
Лядова між Котюжанами та Вищеольчедаєвом
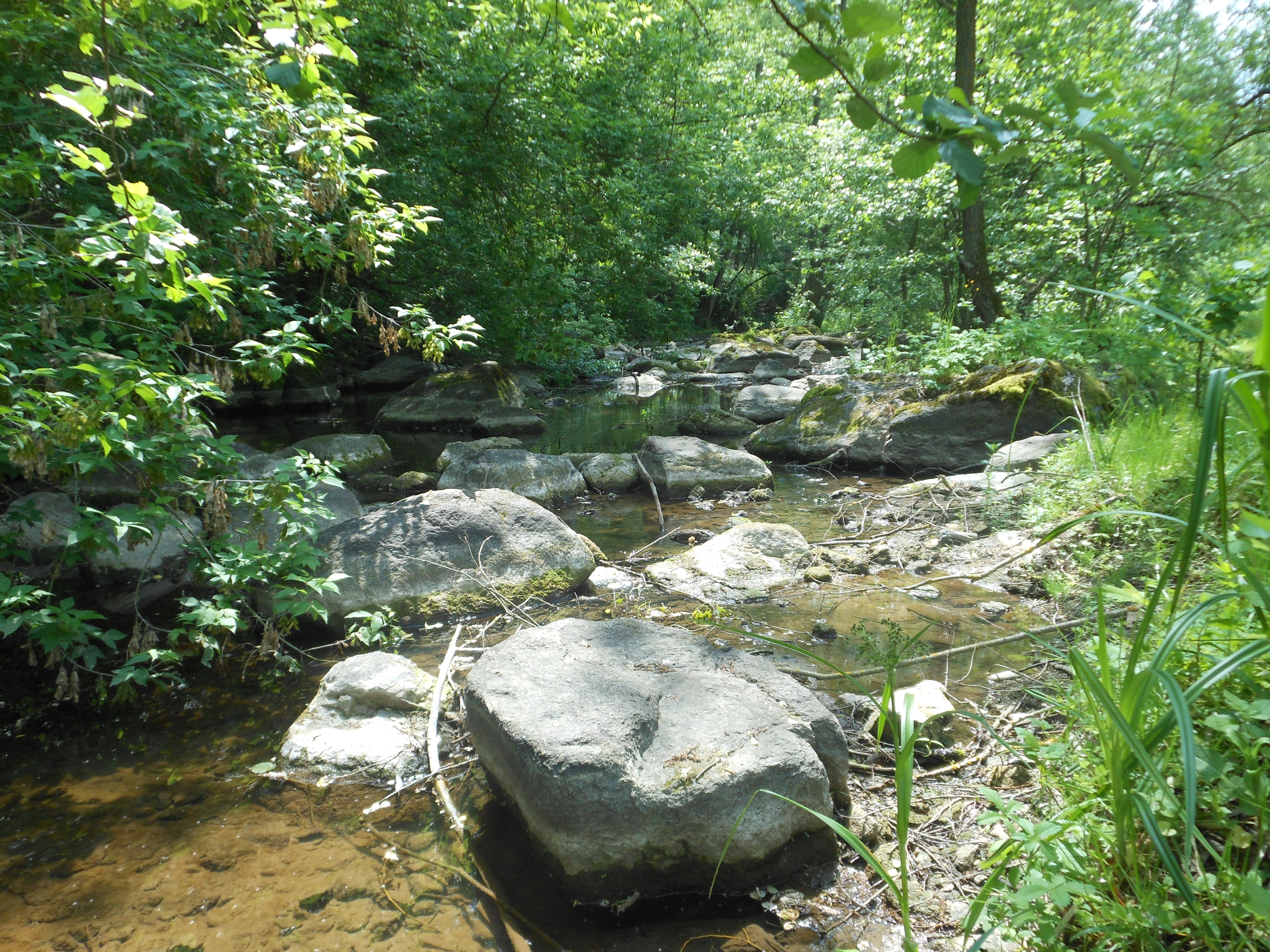
Лядова між Котюжанами та Вищеольчедаєвом